# Nathaly Kurata
Nathaly Kurata (10 febbraio 1993) è una tennista brasiliana inattiva dal 2021.

## Biografia
Vincitrice di quattro titoli nel singolare e quattro titoli nel doppio nel circuito ITF, il 16 luglio 2018 ha raggiunto la sua migliore posizione nel singolare WTA piazzandosi 399º. Il 24 novembre 2014 ha raggiunto il miglior piazzamento mondiale nel doppio alla posizione n° 387.
Ha disputato 3 incontri con la squadra brasiliana di Fed Cup vincendone uno.